# Kidoワイナリー
Kidoワイナリー（キドワイナリー、英称:Kido Winery）は、長野県塩尻市にあるワインメーカーである。

## 概要
Kidoワイナリー代表の城戸亜紀人は、「山梨大学大学院 総合研究部附属 ワイン科学研究センター」で学び、卒業後、塩尻市内のワイン会社に就職した。そのワイン会社で8年間勤めたが、自身の夢でもあった自分のワインを造りたい、との思いから勤めている会社を退職、独立してワイン造りをする決心をした。父の城戸比佐志の500坪の葡萄農園で、葡萄農家だった妻の由紀子の協力を得て、3人の家族経営のワイン造りを行うため独立した。亜紀人のワイン造りにおけるコンセプトは「自分が造りたいものを造る」ことである。
2003年（平成15年）秋、葡萄農園の最後の収穫を行った。2004年（平成16年）3月1日、収穫を終えた農園でワイナリーの建設工事に着手した。建物の完成は同年6月、それから、醸造機器を搬入し、同年11月3日、広さ70坪のワイナリーが完成した。家族3人で葡萄を栽培し、ワインを醸造することになった。葡萄の名産地である桔梗ヶ原に新たなワイナリーがオープンした。酒類製造免許申請から各種の申請書類の手続き、ワイナリーの建設、醸造機器の手配と、ほぼ一人で行った。
KIdoワイナリーの特徴は、桔梗ヶ原は葡萄の棚栽培が盛んな地域だが、自社の葡萄農園ではメルローとシャルドネを垣根栽培で行っていることである。棚栽培であれば一本の樹から150~300房の葡萄を実らせることができるが、垣根栽培では一本の樹から10~30房しか実らせることができない。城戸亜紀人が垣根栽培に拘るのは、「一房に土中の成分を集中させること、より土地の個性を宿らせること」、葡萄から表情豊かなワインができると確信しているからである。
Kidoワイナリーでは、新たにヨーロッパ品種のピノ・ノワール、ピノ・グリ、カベルネ・ソーヴィニヨンの栽培を行っている。塩尻地区で栽培が盛んな、アメリカ系品種のラブルスカ種も栽培している。また、コンコード赤品種やナイアガラ白品種など、香り高い葡萄香にフレッシュな爽やかさを持たせたワイン造りを実践している。

## 店舗情報
- 所在地 - 長野県塩尻市宗賀1530-1
- 代表者 - 城戸亜紀人、栽培・醸造責任者 - 城戸亜紀人
- 年間生産量 - 約2万本（国産比率100％）
- ぶどう畑 - 自社畑1.2ヘクタール（ヨーロッパ式垣根仕立て）
- 建設工事 - 株式会社 白馬工業[2][3]

## 利用情報
- ワイナリー見学不可

## 受賞歴
「日本ワイナリーアワード（Japan Winery Award）」
- 「第1回 日本ワイナリーアワード 2018」 - 五つ星獲得[5]
- 「第2回 日本ワイナリーアワード 2019」 - 五つ星獲得[6]
- 「第3回 日本ワイナリーアワード 2020」 - 五つ星獲得[7]
- 「第4回 日本ワイナリーアワード 2021」 - 五つ星獲得[8]
- 「第5回 日本ワイナリーアワード 2022」 - 五つ星獲得[9]
- 「第6回 日本ワイナリーアワード 2023」 - 五つ星獲得[10]

## 交通アクセス
- 鉄道 - JR東日本中央線 塩尻駅よりタクシー利用約10分
- 乗用車 - 長野自動車道 - 塩尻インターチェンジより約30分